# Schmalförden
Schmalförden ist ein Ortsteil der niedersächsischen Gemeinde Ehrenburg in der Samtgemeinde Schwaförden im Landkreis Diepholz.
Die Bundesstraße 61 verläuft östlich in 5 km Entfernung.
Der Kuhbach fließt durch den Ort.

## Geschichte
Am 1. März 1974 wurden die bis dahin selbständigen Gemeinden Schweringhausen, Stocksdorf und Wesenstedt eingegliedert. Am 27. April 1976 wurde die Gemeinde Schmalförden amtlich in Ehrenburg umbenannt.

## Infrastruktur
- Vereine: Heimatverein Schmalförden,
- Freiwillige Feuerwehr Samtgemeinde Schwaförden Ortsfeuerwehr Schmalförden[2]

## Sehenswürdigkeiten

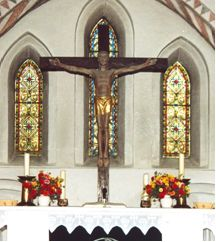
Kruzifix der frühgotischen St.-Nikolaus-Kirche

- Kirche St. Nikolaus